# Manganin
Manganin (CuMn12Ni) ist der Markenname einer Legierung zur Herstellung temperaturunabhängiger Widerstände, die aus den Metallen Kupfer, Nickel und Mangan besteht, in einer Zusammensetzung (Massenanteile) von 82–84 % Kupfer, 12–15 % Mangan und 2–4 % Nickel. Es handelt sich dabei um eine Widerstandslegierung mit einem mittleren spezifischen elektrischen Widerstand von etwa 4,3 · 10−7 Ωm und einer geringen Temperaturabhängigkeit des Widerstandes (linearer Temperaturkoeffizient α = 0,02 · 10−3 K−1), allerdings nicht so flach wie bei Konstantan. Auch die Korrosionsfestigkeit ist niedriger. Vorteilhaft ist die sehr geringe Thermospannung gegen Kupfer. Manganin wurde 1903 als Warenzeichen (Marke) für die Isabellenhütte Heusler eingetragen.
Der Temperaturverlauf des Widerstands kann durch eine Parabel angenähert werden; der Mechanismus, wodurch diese entsteht, wurde verschiedentlich diskutiert.

## Anwendungsgebiete
Auf Grund der geringen Temperaturabhängigkeit wird Manganin häufig als Messdraht eingesetzt.
In der Tieftemperatur-Physik werden Manganin-Drähte als Messleitungen in Kryostaten wegen ihrer geringen Wärmeleitfähigkeit eingesetzt. Da sie einen relativ hohen Widerstand aufweisen (bei typischen Durchmessern: 100 Ω/m), ist bei der Messung kleiner Widerstände die Vierleitermessung angebracht.